# Ivo Žanić
Ivo Žanić (ur. 28 lipca 1954 w Splicie) – chorwacki antropolog kulturowy i językoznawca.

## Życiorys
Ukończył studia z zakresu jugoslawistyki i literaturoznawstwa porównawczego na Wydziale Filozoficznym Uniwersytetu Zagrzebskiego (1978). Doktoryzował się w 1994 r. na podstawie rozprawy Politicki diskurs i folklorna matrica: Tradicijska kultura i politicka komunikacija u Bosni i Hercegovini, Crnoj Gori, Hrvatskoj i Srbiji 1988–1992. W latach 80. pracował w dziennikarstwie jako korektor/redaktor, autor i edytor („Večernji list”, „Start”, „Slobodna Dalmacija” i „Nedjeljna Dalmacija”); w okresie 1991–1992 pełnił funkcję edytorską w wydawnictwie Grafički zavod Hrvatske; w latach 1993–2001 niezależny pisarz i badacz. Redagował „Erasmus: časopis za kulturu demokracije” oraz „Most”; redaktor naczelny dwujęzycznego pisma „Biblioteka Relations”.
W 2002 r. został zatrudniony na Wydziale Nauk Politycznych Uniwersytetu Zagrzebskiego, gdzie prowadzi zajęcia z zakresu języka chorwackiego i stylistyki dziennikarskiej. Członek Chorwackiego Towarzystwa Lingwistyki Stosowanej i Chorwackiego Towarzystwa Politologicznego. Niektóre aspekty działalności Žanicia spotkały się z krytyką, zwłaszcza subiektywny charakter jej prac na temat polityki językowej.

## Wybrana twórczość
- Barjak na planini. Politička antropologija rata u Hrvatskoj i Bosni i Hercegovini 1990-1995., Zagrzeb: Srednja Europa, 2018 (monografia)
- Jezična republika. Hrvatski jezik, Zagreb, Split i popularna glazba, Zagrzeb: Naklada Jesenski i Turk, 2016 (monografia)
- Kako bi trebali govoriti hrvatski magarci? O sociolingvistici animiranih filmova, Zagrzeb: Algoritam, 2009 (monografia)
- Flag on the Mountain. A Political Anthropology of the War in Croatia and Bosnia-Herzegovina 1990-1995, Londyn: Saqi in association with The Bosnian Institute, 2007 (monografia)
- Hrvatski na uvjetnoj slobodi. Jezik, identitet i politika između Jugoslavije i Europe, Zagrzeb: Fakultet političkih znanosti Sveučilišta u Zagrebu, 2007 (monografia)[5]
- Prevarena povijest (Guslarska estrada, kult hajduka i rat u Hrvatskoj i Bosni i Hercegovini 1990-1995. godine), Zagrzeb: Durieux, 1998 (monografia)
- Smrt crvenog fiće (Članci i ogledi 1989-1993), Zagrzeb: Studio grafičkih ideja, 1993 (zbiór esejów)
- Mitologija inflacije. Govor kriznog doba, Zagrzeb: Globus, 1987 (monografia)